# BYD Han
BYD Han е лек автомобил тип седан, произведен от китайския производител BYD Auto, предлага се в изцяло електрически вариант и хибриден.

## Преглед

### Концепция
Han е предшестван от концептуалния автомобил E-SEED GT, представен на Автомобилното изложение в Шанхай през 2019 г. Концептуалната версия включва отварящи се нагоре врати, задвижване на всички колела и ускорение от 0 до 100 km/h за по-малко от 4 секунди.
- E-SEED GT
- E-SEED GT (отзад)

### Han DM
Han DM е plug-in хибриден вариант на BYD Han, оборудван с 15,2 kWh (55 MJ) литиево-йонна батерия. Има 6-степенна автоматична скоростна кутия с двоен съединител и може да ускорява от 0 до 100 km/h за 4,7 секунди.
- BYD Han DM отпред
- BYD Han DM отзад

### Han EV
Han EV е изцяло електрически вариант на BYD Han и всички негови модели са проектирани с 76,9 kWh (277 MJ) батерия, за която се твърди, че може да се зарежда бързо от 30 до 80% за 25 минути. Han EV използва нова патентована литиево-железно-фосфатна (LFP) батерия, която BYD нарича „Блейд батерия“ (刀片电池), твърдейки, че заема по-малко място от конвенционална LFP батерия със същия енергиен капацитет.
- BYD Han EV
- Изглед отзад

### e9
BYD e9 е официално пуснат на пазара през март 2021 г., допълвайки други продукти от e-серията като e2, e3, e5 и e6.
- BYD e9 отпред
- BYD e9 отзад
- BYD e9 фейслифт

## 2022 фейслифт
BYD пуска актуализираните версии на Han, които включват Han DM-i, Han DM-p, Han EV Founding Edition и Han EV Green Edition, на 10 април 2022 г.

### Han DM-i и Han DM-p
Han DM-i е фейслифт, който заменя оригиналния Han DM и се фокусира върху икономията на гориво с четири налични версии, три от които имат пробег с едно зареждане на батерията 121 km и един с пробег от 242 km. Моделът DM-i има комбиниран пробег до 1300. Han DM-p е с ускорение от 0 до 100 km/h за 3,7 секунди.
- BYD Han DM-p отпред
- BYD Han DM-p отзад
- BYD Han DM-i отпред
- BYD Han DM-i отзад

### Han EV 2022MY
Актуализираният Han EV включва обновена предна долна броня и задна част.
- BYD Han EV отпред (2022 фейслифт)
- BYD Han EV отзад (2022 фейслифт)

## Награди
Han EV печели наградата iF Design Award за 2021 г., първият модел седан от китайска марка автомобили.

## Продажби
| Година | Китай   | Китай   |
| Година | Han DM  | Han EV  |
| ------ | ------- | ------- |
| 2020   | 11 783  | 28 773  |
| 2021   | 30 476  | 87 189  |
| 2022   | 128 524 | 143 938 |